# Tokunoshima (Kagoshima)
Tokunoshima (jap. 徳之島町 Tokunoshima-chō) – miasto w Japonii, w prefekturze Kagoshima, na wyspie o tej samej nazwie. Według danych na rok 2020 miejscowość zamieszkiwało 10 147 mieszkańców , a gęstość zaludnienia wyniosła 96,7 os./km².